# Portinarijeva kapela
Portinarijeva kapela (ital. Cappella Portinari) je renesančna kapela v baziliki San Eustorgio v Milanu, severna Italija. Graditi so jo začeli leta 1460 in dokončali leta 1468, naročil pa jo je Pigello Portinari kot zasebni grob in za namestitev srebrnega relikviarija, ki ga je leta 1340 dal nadškof Giovanni Visconti, v katerem je glava relikvije svetega Petra Veronskega, kateremu je kapela posvečena. Arhitekt ni znan, tradicionalno pripisovanje Michelozzu so z enako negotovostjo nasledili pripisi Filaretu ali Guiniforte Solariju, arhitektu apsid v Certosa di Pavia in cerkve San Pietro in Gessate v Milanu.

## Naročilo
Portinarijevo kapelo, ki je bila opisana kot delo toskanske arhitekture v Lombardiji, je naročil florentinski plemič Pigello Portinari (1421–1468), ki je leta 1452 postal predstavnik Medičejske banke v Milanu. (Njegov mlajši brat Tommaso, prav tako bankir in mecen, je leta 1475 naročil oltarno sliko Portinarijev oltar Hugu van der Goesu.) Stavba je bila namenjena tako družinski kapeli kot grobnici ter shranjevanju relikvij svetega Petra Veronskega ki je bil kot zavetnik inkvizitorjev še posebej pomemben za dominikance iz San Eustorgia: njihov samostan je od leta 1230 gostil milansko inkvizicijo.
Nad oltarjem kapele je donatorski portret iz leta 1462, ki ga včasih pripisujejo Giovanniju da Vapriu, prikazuje Pigella Portinarija, ki kleči v molitvi pred Petrom Veronskim. Ta podoba je morda izvor legende, da se je Peter pojavil v viziji Pigellu in mu naročil, naj zgradi kapelo, v kateri bodo častno ohranjeni njegovi posmrtni ostanki. Pigello Portinari je bil tu pokopan leta 1468, vendar je svetnikova glava ostala v zakristiji in njegov grob je bil v kapelo prestavljen šele leta 1737.

## Opis
Kapela je na vzhodnem koncu bazilike San Eustorgio. Zunaj je strnjena kubična opečna stavba z nižje strešno štrlečo kvadratno apsido. Glavni del kapele je nadgrajen s kupolo s poševno strešino, ki podpira visoko laterno, uokvirjeno s štirimi stolpiči. Kupola apside je zaščitena z osmerokotno konstrukcijo, ponovno prekrito z opečno streho.
V notranjosti ima kapela arhitekturne značilnosti, ki so podobne Stari zakristiji (Sagrestia Vecchia) Filippa Brunelleschija v baziliki sv. Lovrenca v Firencah. Notranje prostore opredeljujejo arhitekturni redovi, pilastri, arhitravi, letve, pendantivi in rebrasta kupola z vsemi detajli, izbranimi v sivem kamnu, ki je v kontrastu z ravnimi ometanimi površinami. Te arhitekturne značilnosti so ponekod bogato ornamentirane s formalnimi motivi v reliefu.
Številne površine je v fresko na lombardijski način poslikal Vincenzo Foppa. V pendantivih, ki podpirajo kupolo, so tondi s cerkvenimi učitelji, na stranskih stenah pa štirje prizori iz življenja sv. Petra Veronskega. Nad lokom, ki označuje vhod v apsido, je Marijino oznanjenje in obrnjeno proti oboku, ki tvori vhod v kapelo, Marijino vnebovzetje. Freske so bile ponovno odkrite leta 1878 in obnovljene v začetku 20. stoletja.
Leta 1736 je bil izdelan marmorni grob Petra Veronskega, ki ga je leta 1336 naročil Giovanni di Balduccio (učenec Giovannija Pisana), prestavljen iz bazilike v Portinarijevo kapelo in postavljen na zadnji strani apside; naslednje leto so pred njo postavili marmorni oltar, na katerega so postavili srebrni relikviarij s svetnikovo glavo. V 1880-ih so grobnico, ki je bil nerodno skrit za oltarjem, prestavili v glavni del kapele in jo postavili nekoliko od središča, kjer bi bila dobro osvetljena s stranskimi okni in kjer še vedno stoji. Glava pa je danes ohranjena v majhni sosednji kapeli.
Kapela vključuje tudi številne slike anonimnih lombardskih umetnikov, vključno s freskami, kot so Miracolo della nuvola e Miracolo della falsa Madonna in upodobitev mučeništva svetega Petra Veronskega.